# Object 704
L'Object 704 parfois appelé Kirovets-2 ou ISU-152 modèle 1945 est un canon automoteur soviétique conçu en 1945 par l'OKB ChKZ (Usine Kirov de Tcheliabinsk) pour but de succéder à l'ISU-152 (mdl. 1943) alors en service dans l'Armée rouge. 

## Développement
Dès l'entrée en service de l'ISU-152 plusieurs organes comme le NKTP (ru) (Commissariat du peuple à l'industrie des chars de l'URSS), le GBTU (Direction générale blindée de l'Armée rouge) et le GAU (ru) (Direction principale de l'artillerie de l'Armée rouge) souhaitèrent une version améliorée de ce dernier.
À la suite du projet Object 701 visant à grandement améliorer l'IS-2, les travaux sur le futur IS-3 commencèrent avec l'Object 703 (Kirovets-1).
Au début de l'année 1945, l'ingénieur en chef L.S Troyanov (ru) de l'usine de ChKZ accompagné de l'équipe de l'OKB conçoivent l'Object 704.
Le char fut conçu pour accueillir le canon de 152mm (ML-20SM).
À la mi-février le prototype est partiellement assemblé, le 3 mars l'utilisation du canon ML-20SM fut grandement remise en question par le GAU (ru).
L'Object 704 différait grandement de son ascendant notamment via le blindage qui fut remodelé, l'ajout d'un nouveau canon, le châssis repris de l'Object 703, le char reçoit même les échappements de l'Object 701, futur IS-4.
L'ergonomie fut aussi un grand facteur de changement notamment via le poste du conducteur qui fut aussi modifié en le plaçant très haut dans le char permettant d'améliorer nettement la vision de ce dernier, l'élargissement de la coque du char permit aussi une plus grande maniabilité de l'équipage à l'intérieur du char.
À la mi-juin 1945 l'Object 704 fut terminé, il fut envoyé au terrain d'essai de Koubinka.
Le véhicule ne subit aucun test car un grand manque de consensus dans les différents organes portant ce projet font qu'aucun ordre n'est donné.
Par la suite le commissariat du peuple à l'armement décida de déplacer l'Object 704 au terrain d'essai d'artillerie de recherche scientifique de Leningrad mais il faut attendre l'obtention de l'accord du GAU (ru) en août pour voir le Kirovets-2 finalement déplacé. Les essais ne se déroulèrent pas pour autant car les ingénieurs de ChKZ ne se rendirent pas sur la piste d'essais.
Le 24 septembre une délégation de Kirov arriva mais repartit aussi tôt pour laisser un seul ingénieur qui n'est pas habilité à commander des essais.
Les essais se déroulèrent quand même du 24 septembre au 13 novembre 1945, l’amiral Kouznetsov est spectateur des tests.
Les retours sont relativement bons. La grande amélioration du canon ML-20SM sur le ML-20S via la suppression du frein de bouche est bien effective. Les améliorations ergonomiques sont aussi saluées.
De nouveaux essais furent prévus mais le GBTU et le GAU (ru) considèrent déjà l'Object 704 comme obsolète et annulèrent donc les essais en planchant déjà sur des canons automoteurs sur châssis d'IS4 (Object 715). Mais l'IS4 n'est plus le char prometteur du début de l'Object 701 et révèle beaucoup de défauts ce qui fait annuler les projets de canons automoteurs lourds sur ce même châssis.
Malgré l'échec de l'Object 704, la volonté de remplacer l'ISU-152 fut ravivée sept ans plus tard avec l'Object 268 sur châssis de T-10 qui fut lui aussi un échec pour le même manque de consensus entre les commanditaires du véhicule mais aussi car l'Armée soviétique n'intégrait plus de canons automoteurs lourds dans la doctrine tactique.

## Armement

### Principal
L'Object 704 est équipé d'un canon de 152mm ML-20SM disposant de 20 coups.
Le canon peut s'abaisser verticalement à -1.45° pour une hausse de +18°.
La cadence de tir varie entre 1 et 2 coups par minute.

### Secondaire
Deux mitrailleuses DShK de 12,7mm sont équipées sur le véhicule.
Une première en coaxiale du canon ce qui est inédit pour un canon automoteur soviétique et la seconde pour la protection aérienne sur le toit du char.

## Blindage

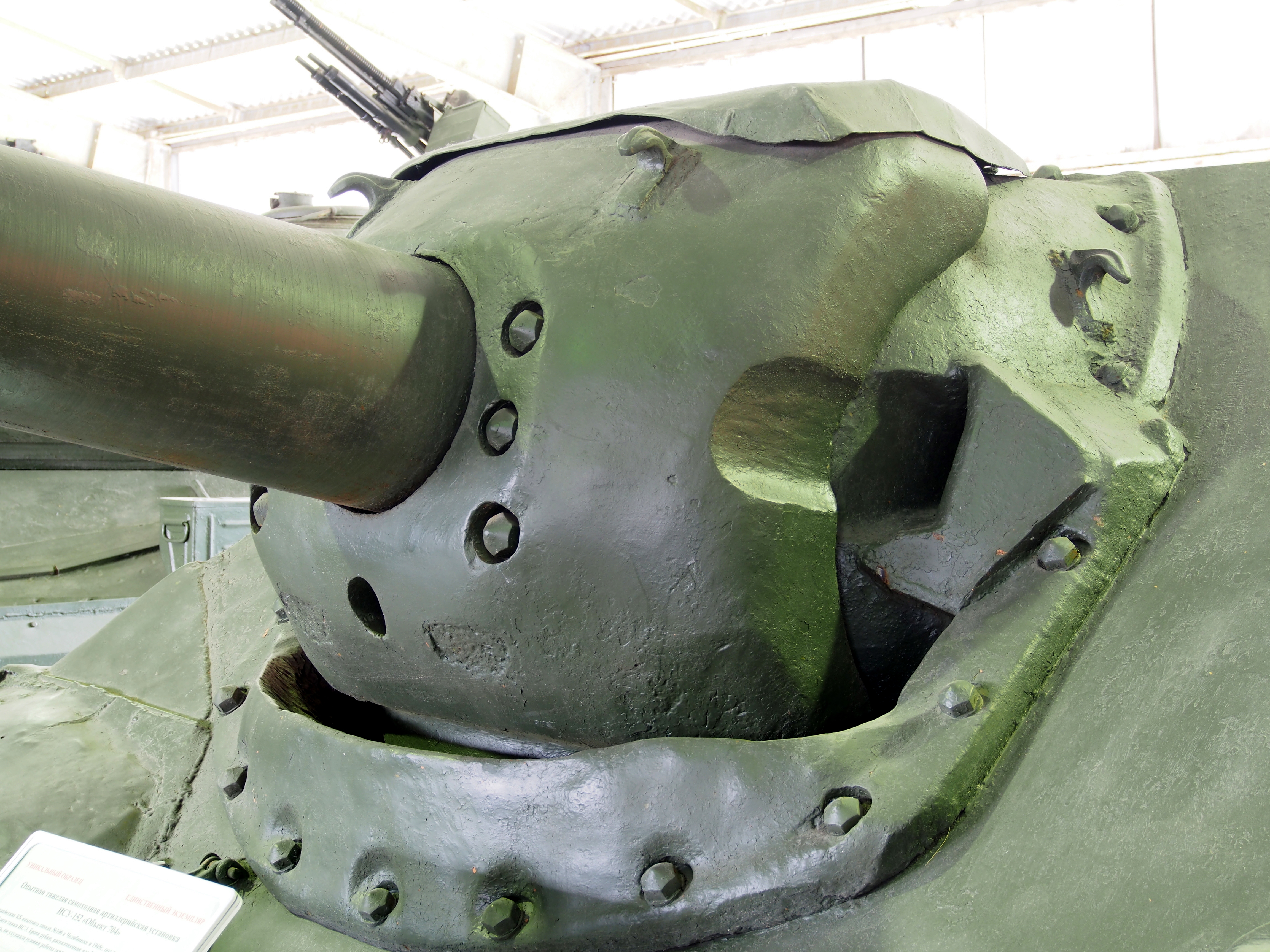
Aperçu du mantelet de l'Object 704

L'Object 704 est doté d'un blindage frontal de 120mm avec un angle à 50°, d'un mantelet à 160mm, des flancs à 90mm à 30° et un blindage arrière de 60mm.
La partie frontale peut théoriquement résister à un obus du canon allemand de 88mm Pak43 qui équipaient alors les Tigres II avec la version dérivée Kwk 43.

## Mobilité
L'Object 704 est équipé d'un moteur V-2IS (ru) de 12 cylindres développant 520 ch ce qui propulse le char à une vitesse maximal de 40 km/h sur route.
Le véhicule utilise un démarreur électrique ST-700, la capacité en carburant était de 540l plus l'ajout possible de deux réservoir externes de 90 litres chacun.

## Optiques
Le tireur a deux viseurs à sa disposition; un Tsh-17K (ru) pour les tirs directs et un panorama hertz pour l'utilisation en artillerie.

## Communication
Le char dispose d'un système radio 10-RT26 (ru) et d'un interphone TPU-4-BisF.